# 圣吉勒普利若
圣吉勒普利若（法語：Saint-Gilles-Pligeaux，法語發音：[sɛ̃ ʒil pliʒo]）是法国阿摩尔滨海省的一个市镇，位于该省中西部，属于甘冈区。

## 地理
圣吉勒普利若（48°22'48"N, 3°5'41"W）面积19.45 平方千米，位于法国布列塔尼大區阿摩尔滨海省，该省份为法国西北部沿海省份，位于布列塔尼半岛北部，北濒大西洋英吉利海峡，西接菲尼斯泰尔省，南至莫尔比昂省，东临伊勒-维莱讷省。
与圣吉勒普利若接壤的市镇（或旧市镇、城区）包括：卡尼于埃勒、凯尔佩尔、圣科南、勒维约堡。

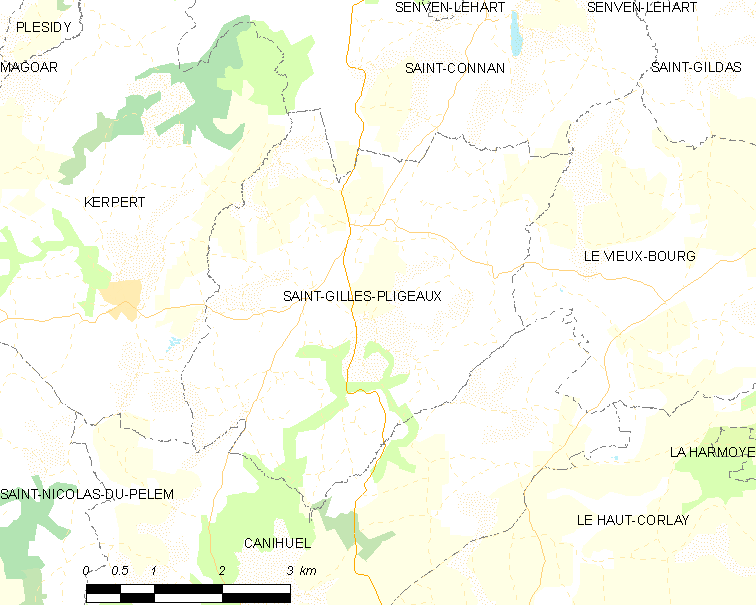
圣吉勒普利若的OSM定位图

圣吉勒普利若的时区为UTC+01:00、UTC+02:00（夏令时）。

## 行政
圣吉勒普利若的邮政编码为22480，INSEE市镇编码为22294。

## 政治
圣吉勒普利若所属的省级选区为罗斯特勒南县。

## 人口

1962-2008年间圣吉勒普利若人口变化图示

圣吉勒普利若于2022年1月1日时的人口数量为304人。